# بک‌اسپیس

نماد دکمه پس‌بر

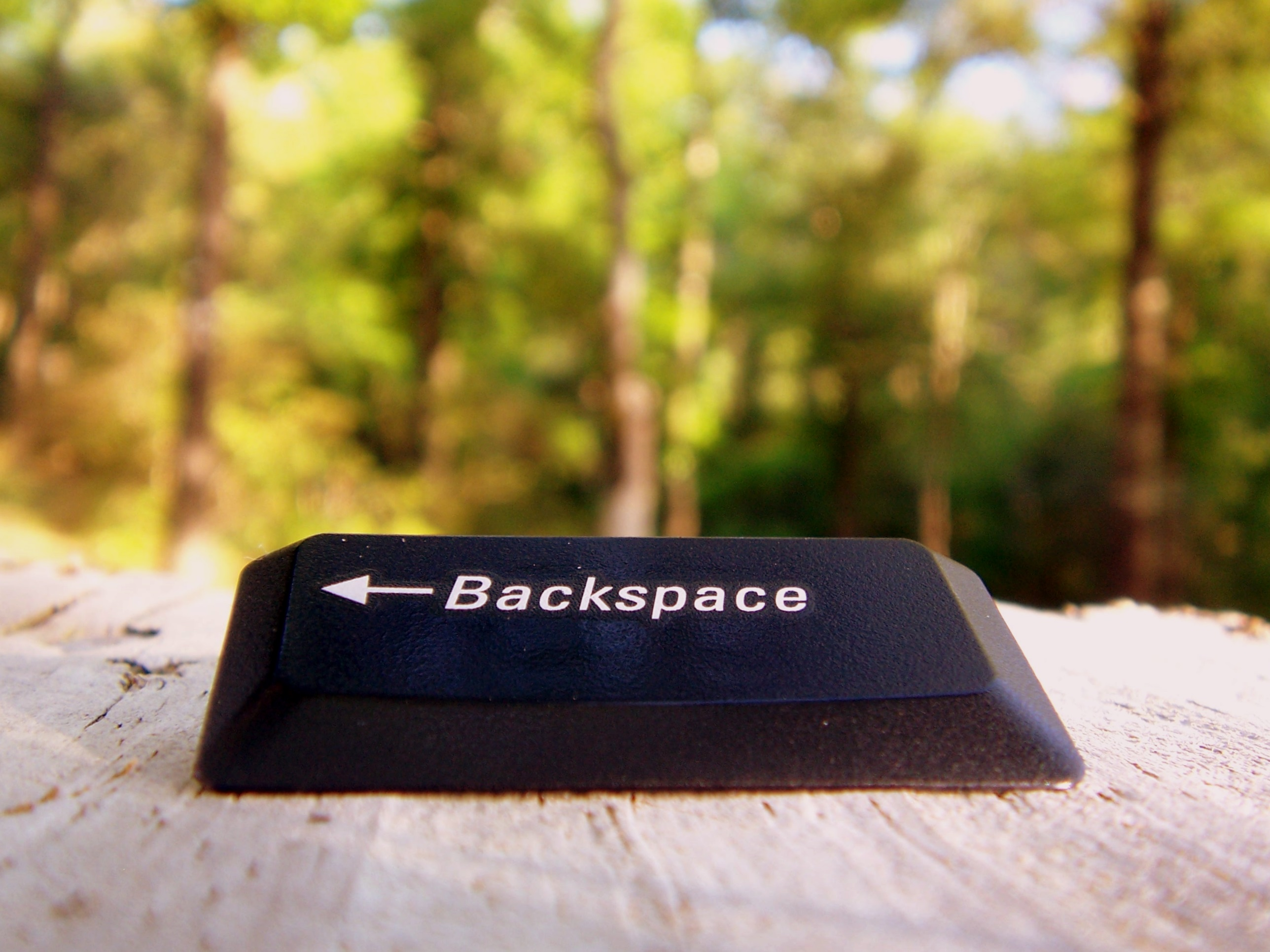
یک دکمهٔ پس‌بر

بک اسپیس یا پس‌بَر (به انگلیسی: Backspace) یکی از کلیدهای صفحه‌کلید است که در اصل برای برگرداندن جوهر ماشین‌تحریر یک موقعیت به عقب استفاده می‌شده و در رایانه‌های امروزی نمایشگر، مکان‌نما را یک موقعیت به عقب می‌برد، نویسهٔ قبلی را پاک می‌کند و متن بعد از آن را هم یک موقعیت به عقب انتقال می‌دهد.